# Maria Selena
Maria Selena (Palembang, 24 settembre 1990) è una modella indonesiana.

## Biografia
Maria Selena stata incoronata Puteri Indonesia 2011 il 7 ottobre 2011 all'età di ventuno anni dalla detentrice del titolo uscente, Nadine Ames. La modella ha partecipato al concorso in rappresentanza della regione di Giava Centrale, ed ha avuto la meglio sulle altre trentasette delegate regionali, diventando la seconda donna proveniente da tale regione a vincere il titolo. Prima di lei c'era riuscita soltanto Agni Pratistha, Puteri Indonesia 2006. Maria Selena si è piazzata davanti a Liza Elly di Giava Orientale e Andri Tentri dal Sulawesi Meridionale, rispettivamente seconda e terza classificata. Al momento della vittoria la modella, che era una studentessa del Bandung Institute of Technology ha dichiarato che avrebbe preso una pausa dagli studi per perseguire la carriera di modella professionista.
Maria Selena rappresenterà la propria nazione al concorso di bellezza internazionale Miss Universo 2012.